# Josefino Vieira Machado
Josefino Vieira Machado, primeiro e único barão de Guaicuí (Serro, 1812 — Diamantina, 22 de novembro de 1879), foi um empresário brasileiro.
Filho de Agostinho José Vieira Machado e Germana Leite Ferreira. Foi proprietário de diversas empresas, incluindo a Navegação do Rio das Velhas. Em 1823, casou-se com Maria Silvana dos Santos, com quem teve uma filha, Agostinha Josefina Vieira Machado, mãe do deputado Francisco Sá.
Agraciado barão em 19 de julho de 1879, era coronel da Guarda Nacional.